# パルスフィールドゲル電気泳動
パルスフィールドゲル電気泳動（パルスフィールドゲルでんきえいどう、pulsed-field gel electrophoresis、PFGE）とは、分子量の特に大きいDNA断片を分離するためのゲル電気泳動の1方法である。基本的なアイデアは1982年（公開は1984年）にコロンビア大学（当時）のCharles R. CantorとDavid C. Schwartzによって発明された。
10キロ塩基対（キロは1000を示す）程度以下の断片はアガロースゲル電気泳動などで分子量による分離をすることができるが、数十キロ塩基対を超える場合には分子ふるい効果が働かずうまく分離しない。PFGEであれば数万キロ塩基対までの巨大なDNA分子を分離することができる。

## 原理
DNA鎖がゲル中を移動するには電場の方向に長く延びる必要がある。電場の方向が変わると、分子量の小さいものほどこの配置変化が速く起きるため、結果的に速く移動できると考えられている。

## 装置
電場の交替させかたによって、大まかに2通りに分けることができる。なお、初期にはOFAGE（orthogonal-field agarose gel electrophoresis）という電極が直交し電場が均一でない装置が使われていたため、泳動結果が非常に見づらかった。現在では均一な平行電場を用いるため、通常のアガロースゲル電気泳動と同様な泳動結果が得られる。

### 反転させるもの
もっとも単純な方法がFIGE（Field Inversion Gel Electrophoresis）である。これは電場をかける向きを定期的に反転させ続けるだけのものである。移動速度は同じでも、分子量の小さいDNA断片ほど迅速に反転できるため、次第に分子量に応じて分離されることになる。この方法は簡便だが、600キロ塩基対程度までしか分離できない。改変法として、反転させるだけでなく電場の強さも変化させるZIFE（zero integrated field electrophoresis）がある。これらは通常のアガロースゲル電気泳動の装置の電源部に比較的単純な改造を加えるだけで実現できる。

### ジグザグ進行させるもの
現在一般的なのは、電場を2方向に交替させることでDNA断片をジグザグ進行させ、2つの方向の中間方向に向けて分離させる方法である。まずある1つの方向に電場をかける。一定時間後に電場の方向を、最初の電場の方向と交差する方向に切り替える。さらに一定時間後にもとの方向に電場をかける。この電場の切り替えを繰り返すと、DNAはジグザグ進行しながら2つの電場方向の中間の方向に移動し、分子量の小さいものほど移動度が大きくなる。電場を交替させる仕掛けによってCHEF（contour-clamped homogeneous electric field）、TAFE（transverse alternating field electrophoresis）、RGE（rotating gel electrophoresis）など様々あるが基本的な考え方は同じである。いずれも専用の装置を必要とするが、事実上CHEFが市場を席巻している。

## 調製法
PFGEによって巨大なDNA分子の分析が可能になったが、巨大なDNA分子は物理的に分断されやすく、より慎重な取り扱いが求められる。通常用いられている抽出法ではDNA分子がランダムに分断されてしまいPFGEには適さない。物理的な分断を防ぐために、低融点アガロースに細胞を包埋したプラグ（plug）を作製し、そのままの状態でタンパク質分解や、必要に応じて制限酵素処理などを行ってPFGEに用いるのが一般的である。

## パラメータ
様々な要素によって泳動速度や結果が変化する。
電界強度
2000キロ塩基対程度までのDNA分子は4～6 V/cm程度の電場をかけることができる。それ以上の分子はDNAがゲルに絡まって泳動されなくなってしまうため、もっと弱い電場で時間をかけて分離する必要がある。
交替間隔
電場を交替させる間隔は長くするほど、より高分子のDNAの分離が良くなる。
角度
（CHEFやRGEの場合）2つの電場の方向が成す角度は120度が標準的であるが、角度を小さくするとより速く泳動が進む。96度から165度まで変化させても分離能にはほとんど影響がない。
緩衝液
TAE緩衝液とTBE緩衝液の両方が使われる。温度上昇を防ぎ泳動速度を上げるために、0.5倍または0.25倍濃度の緩衝液を利用するのが普通である。
アガロースゲル
アガロースは電気浸透度が低いもののほうが泳動速度が上がるため望ましい。ゲル濃度は濃い方が分解能が上がるが、その分泳動速度は下がる。
温度
DNA分子の泳動速度は温度によって変わるため、泳動中を通じて一定温度に保つことが重要である。温度を上げれば泳動速度が上がるが、そのぶん分解能が犠牲になる。
特殊な方法として、電場の向きによって電界強度を変えることで、直鎖状DNAと環状DNAを弁別することができる。

## 応用例
1. 微生物の核型分析
2. 出芽酵母の人工染色体（YAC）などを使う長いDNA断片のクローニング
3. 細菌性食中毒から検出された原因菌の疫学的解析